# Toros del Valle
Toros del Valle Basketball Club es un club de baloncesto colombiano, ubicado en el departamento del Valle del Cauca. Fue fundado en 2024 y juega en la Liga Profesional de Baloncesto de Colombia.

## Historia
Fastbreak del Valle (2010)
Fastbreak del Valle fue fundado en 2010, y tuvo su primera participación en la Copa Invitacional de Baloncesto, donde quedó ubicado en el 6º Lugar con 11 Victorias y 17 Derrotas. Tras este campeonato, pasaron 7 años para que regresara al ámbito Profesional. En el Valle del Cauca pasaron 2 equipos más en temporadas distintas: Indervalle (2011) y Astros Blanco (2015-II).
Regreso al Profesionalismo con Subtítulo (2017)
Tras 7 años de ausencia en la Liga Profesional, Fastbreak regresó a la escena del Baloncesto Colombiano, con una excelente Temporada 2017, donde los Vallecaucanos terminaron como Líderes de la Temporada regular, con 27 Victorias y sólo 1 Derrota. 
En Semifinales, el conjunto Rojo derrotó en ambos partidos a Cóndores de Cundinamarca, para clasificar por primera vez a la Final de la Competencia, donde se enfrentaría a Cimarrones del Chocó.
En la última fase, Vallecaucanos y Chocoanos jugaron al mejor de 3 encuentros. El primero se disputó en el Coliseo Mariano Garcés de Quibdó, con victoria local por 61-55. El 2º partido se jugó en el Coliseo Evangelista Mora, y donde se empató la serie, tras la victoria Roja por 84-74. El cotejo definitivo se jugó también en el escenario caleño, sellándose la victoria de Cimarrones por 82-79. Gracias a este Subcampeonato, los del Valle del Cauca se clasificaron por primera vez, a la Liga Sudamericana de Clubes.
Liga Sudamericana de Clubes (2018)
En su primera Participación Continental, Fastbreak del Valle, participó en la 23ª Edición de la Liga Sudamericana de Clubes, compartiendo el Grupo C, con Quimsa de Argentina, Bauru de Brasil y Minas TC, también de Brasil. El Cuadrangular tuvo como sede el Coliseo Evangelista Mora de Cali. El conjunto Vallecaucano quedó en el último lugar, con 3 derrotas.
Última Temporada como Fastbreak (2019)
Fastbreak disputó una nueva Temporada del Baloncesto Profesional en 2019, donde terminó en el 2º Lugar de la Fase Regular, con 16 Victorias y 8 Derrotas, metiéndose a una nueva Semifinal del Campeonato.
En la siguiente Fase, que se jugaba a 5 encuentros, el conjunto Rojo, oficiando de local en el Coliseo del Centro de Buenaventura, derrotó por 3-2 en la serie a Piratas de Bogotá, metiéndose a su 2ª Final en 3 años, y donde se enfrentaría al Líder del Campeonato: Titanes de Barranquilla.
En la Definición, que se jugaba al mejor de 7 partidos, los Vallecaucanos y perdieron los 3 primeros encuentros ante los Atlanticenses, con marcadores de 77-51 y 66-52 en el Coliseo Elías Chegwin de Barranquilla, y 73-85 en Buenaventura. Posteriormente, en el 4º encuentro, los Rojos lograron su única victoria en la serie, por 81-70. Finalmente, en el último cotejo, también disputado en el Coliseo del Centro, los Barranquilleros ganaron por 71-69.
2020 a 2022 - Nace Team Cali con Subtítulo a bordo
Iniciando el 2020, el Baloncesto en el Valle se renueva, y se funda oficialmente el Team Cali Basketball Club. Una imagen totalmente nueva, pero que mantiene la esencia del proceso exitoso de Fastbreak del Valle. En su primer año con el nuevo nombre, los resultados siguieron manteniéndose con fuerza. El equipo fue dirigido por el argentino Fernando ‘Tulo’ Rivero, y contó con jugadores de la talla de Leonardo Salazar, Michael Jackson, Jhon Chiquillo Hernández, y Stalin Ortíz. El Campeonato, que se jugó a modo de burbuja en el Coliseo Evangelista Mora, debido a la Pandemia del COVID-19, tuvo al equipo caleño como protagonista, quedando 2º de la Fase Regular, con 24 Puntos. En las Semifinales, al mejor de 3 partidos, se enfrentó a Búcaros de Bucaramanga, donde terminó victorioso en la serie por 2-1, llegando a una nueva final, y nuevamente, ante Titanes de Barranquilla.
En la Definición, al mejor de 5 partidos, los Vallecaucanos perdieron el primer encuentro, por 68-99. En el 2º lograron imponerse por 86-79, igualando la serie. Pero en los últimos 2 partidos, los barranquilleros terminaron sentenciando todo, con 2 victorias por 68-83 y 61-75, certificando el 2º Subcampeonato consecutivo del conjunto de la capital del Valle del Cauca.
Para 2021, se regresó al formato de Torneos Cortos. Los Caleños tuvieron nuevamente al mando a Guillermo Moreno, quien estuvo con el proyecto Fastbreak hasta 2016. Apostando por una nómina joven y de proyección, junto con el aporte extranjero de Anthony January, Leron Black, Stedmon Lemon y Malik Martin, en el 1º Semestre, terminaron en el último Lugar, con sólo 9 Puntos. 
Mientras que en el 2º Semestre, lograron meterse a los cuartos de final, quedando en el 5º Puesto, con 17 Unidades. En la próxima instancia, se enfrentaron a Caribbean Storm de San Andrés donde cayeron en la serie por 2-1.
En la Liga 2022-I, Team Cali quedó nuevamente en el 5º lugar de la Fase Regular con 5 Victorias y 7 derrotas, lo que le permitió ser emparejado en cuartos de final ante Corsarios de Cartagena. En esta fase, los Vallecaucanos superaron a los Bolivarenses por 2-0. En Semifinales se enfrentaron nuevamente con Titanes de Barranquilla, quedando eliminados en la serie por 3-1.
En el 2º Semestre, fueron emparejados en el Grupo A, con Cimarrones del Chocó, Piratas de Bogotá, Cóndores de Cundinamarca y Sabios de Manizales, ubicándose en el 2º Lugar con 12 Victorias y 4 Derrotas. En cuartos de final, fueron superados por 2-0 en la serie ante Caribbean Storm de San Andrés.
2023 - Una nueva semifinal
Para 2023, los Vallecaucanos tendrían varios cambios con relación a los años anteriores. En el 1º Semestre, el equipo estuvo en el Grupo B, junto con Cafeteros de Armenia, Caribbean Storm de San Andrés, Cimarrones del Chocó, y Sabios/Azucareros de Palmira.En la Fase Regular, el Quinteto Caleño terminó 4º con 6 Victorias y 10 derrotas. Y en cuartos de final, lo esperaba de nuevo Titanes de Barranquilla, con el que en la serie, al mejor de 3 encuentros, cayó por 2-0.
En el 2º Semestre, Guillermo Moreno dejó de ser el entrenador, para darle paso a Abimael Palacios. Junto a él, llegaron como incorporaciones al equipo, jugadores como los puertorriqueños Benito Santiago Jr. y Bryan Vásquez, el estadounidense Tirrell Brown II, el argentino Fabián Sahdi, y para la Fase Final, el también boricua, Santiago Díaz. En la Fase Regular no se modificaron los Grupos, y los caleños finalizaron en el 3º Puesto con 7 Victorias y 3 derrotas. Para los cuartos de final, el quinteto del Valle, se enfrentó a Piratas de Bogotá, donde salió vencedor en la serie por 3-2, logrando la remontada, tras el 2-0 abajo. En Semifinales se enfrentaron a Cafeteros de Armenia, donde finalizaron su participación cayendo en el Global por 3-0.
2024 - Toros del Valle, una nueva era
El 16 de abril, fue confirmado el nuevo cambio de imagen: Toros del Valle. Una propuesta que busca impulsar el desarrollo del baloncesto en el Valle del Cauca. La base del equipo, estará conformada en su mayoría por el conjunto ganador de la Medalla de Oro en los Juegos Nacionales Eje Cafetero 2023. Como entrenador, estará Raúl Pabón y como asistente, Fabián Machado.
La Temporada 2024-I, inició con 2 victorias en casa, ante Piratas de Bogotá, con muy buen protagonismo de sus elementos locales. Después, tuvo 2 derrotas ante Caribbean Storm Llaneros. En sus primeros juegos fuera del Coliseo Evangelista Mora, los Vallecaucanos no pudieron tener un rendimiento óptimo: Ganó 1 y perdió otro ante Corsarios de Cartagena, mientras que en sus dobles encuentros ante Titanes de Barranquilla y Cimarrones del Chocó, no acumuló victorias.
Los encuentros en Quibdó, hicieron tomar decisiones. Los dominicanos Gerardo Suero y Richard Polanco, salieron del equipo, para darle paso a 2 incorporaciones brasileñas, Emanuel Marcilio y Matheus Eugeniusz, y el argentino Mateo Díaz. Tras esto, volvieron a Cali para jugar ante Motilones del Norte y Búcaros de Santander, donde en cada serie, lograron un rendimiento de 1-1.
La 2ª vuelta inició en Bucaramanga, donde Toros cayó en sus 2 confrontaciones ante Búcaros, para posteriormente arribar a Cúcuta, perdiendo también ambos partidos ante Motilones. En medio de esto, se dio la salida del brasileño Eugeniusz, y el regreso del puertorriqueño Bryan Vásquez, luego de 6 meses. Las victorias holgadas ante Cimarrones en Cali, comenzaron a levantar el ánimo del equipo, que tuvo otro 1-1 ante Titanes, a pesar de la lesión del brasileño Marcilio, que lo dejó fuera todo el resto de la temporada.
Los últimos partidos de local, fueron victorias con amplia superioridad frente a Corsarios de Cartagena, cerrando la fase regular con 4 juegos de visita: 2 ante Caribbean Storm Llaneros y 2 ante Piratas de Bogotá, quedando ambas series 1-1. Con esto, Toros se ubicó en el 5º lugar de la Tabla de Posiciones, con 12 victorias y 16 derrotas, llegando a 40 puntos, y con el boleto al Play-In.

## Pabellones
Coliseo Evangelista Mora
Toros del Valle oficia como Local en el Coliseo Evangelista Mora, a partir del 2020 y de manera ininterrumpida. El escenario ha servido igualmente como casa de otros equipos. Igualmente, el escenario funcionó como Burbuja en los Campeonatos del 2020 y 2021-I (Sin Público), y 2022-I, durante la Pandemia de COVID-19.
El escenario también fue sede del equipo en su época como Fastbreak del Valle, tanto en 2010, como en su regreso en 2017.

Coliseo del Centro 
Por diferencias con la administración municipal de Cali, Fastbreak tuvo que jugar como Local la Fase Final de la Temporada del Baloncesto Profesional en 2019 ante Titanes de Barranquilla, en el Coliseo del Centro, ubicado en Buenaventura, Valle del Cauca.

## Datos del club

### Como Fastbreak del Valle
- Temporadas en Copa Invitacional y Liga Profesional: 4
- Mejor puesto en la liga: Subcampeón (2017, 2019)

### Como Team Cali
- Temporadas en Liga Profesional: 7
- Mejor puesto en la liga: Subcampeón (2020)

### Como Toros del Valle
- Temporadas en Copa Invitacional y Liga Profesional: 1
- Mejor puesto en la liga: Subcampeón (2024-I)

## Participaciones internacionales
- Liga Sudamericana de Clubes: 2018
- Liga de Campeones de Baloncesto de las Américas: 2024-25